# Can Castellà (Vilablareix)
Can Castellà és una masia de Vilablareix (Gironès) inclosa a l'Inventari del Patrimoni Arquitectònic de Catalunya.

## Descripció
És una masia catalana de construcció tradicional, amb murs de pedra i estructurada en tres crugies. Porta principal de mig punt amb dovelles i finestres superiors amb detalls d'influència gòtica, ornamentació amb motius florals i ampit de pedra decorat amb motllures diverses. Va ser ampliada lateralment, d'una banda per part d'una pallissa i d'altra per a la casa de l'amo pels caps de setmana, tot conservant la inclinació a dues aigües. Davant la masia encara es nota l'era.
De les voltes a la planta baixa només resta la de la cuina. L'ampliació que feu l'arquitecte Ribot la convertí en una casa d'estiueig. Es reformaren les finestres de la planta baixa.